# Кенюха
Кенюха — река на полуострове Камчатка. Протекает по территории Тигильского района Камчатского края России.
Длина реки — 12 км. Берёт исток в болотистой местности у побережья Охотского моря, протекает в северо-западном направлении, в среднем течении у самой береговой кромки моря резко поворачивает на юго-запад и течёт вдоль моря до впадения в реку Хайрюзова справа. Здесь расположено село Усть-Хайрюзово. Притоков не имеет.
Гидроним имеет ительменское происхождение.
По данным государственного водного реестра России относится к Анадыро-Колымскому бассейновому округу.